# 市民大学講座
市民大学講座（しみんだいがくこうざ）とは、市民のために開設される講座の集合体のことである。

## 概要
市民大学講座については、地方公共団体が開設している講座が多数ある。地方公共団体が開設する場合は、老人福祉法（昭和38年法律第133号）第13条に基づき首長が行う場合と、地方教育行政の組織及び運営に関する法律（昭和31年法律第162号）第30条または生涯学習の振興のための施策の推進体制等の整備に関する法律（平成2年法律第71号）第3条第1項第6号に基づき教育委員会が行う場合に分かれる。また、大学において開設されていることもあり、講座の内容が大学における学修と同程度以上と認定されれば、申請に基づいて大学の単位となる。
市民大学講座の開設を制限する法令はないため、法的には、個人・団体・法人を問わず誰もが市民大学講座を開設することができる。

## 講座と施設
「大学」という語を用いている市民大学講座であり、かつ、大学（短期大学および大学院を含む）が実施していない市民大学講座は、講座であって教育施設ではない。学校教育法（昭和22年法律第26号）第135条においては、学校教育法に基づく大学でない教育施設は、「大学」の名称を用いてはならないという旨を規定している。地方公共団体が「市民大学」の名称で講座を開設している場合は、教育の実施を目的としない地方公共団体の事務所などが会場となっている。したがって、「市民大学」という名称であっても、それは講座の集合体である。なお、「大学校」の語は、学校教育法第135条に抵触しないので、他の法令に定めがある名称（「職業能力開発大学校」の語など）や、すでに他者が使用している名称などを使用しない限り、使用しても問題はない。
なお、「大学」という語を用いていない講座の集合体は、通例、次のいずれかに当てはまる。
1. 地方教育行政の組織及び運営に関する法律第30条に基づいて、数多くの講座を開設するために、条例で設置された専用の教育機関で行われている講座
2. 教育の実施を目的としない施設で行われている講座

## 学習
市民大学講座における学習については、市民大学講座に関する基準を日本国が定めていないので、各地域・各設置者・各運営者などによって差異がある。市民大学講座は、学術の深奥を究めるというよりは、地域について学習したり、受講者間の親睦を図ったりする内容のものが多い。
受講形式には、次のようなものがある。
- ゼミナール
- 講義
- レクリエーション

## 課程
市民大学講座を計画的に受講する体制が整備されていることもあり、次のような例がみられる。なお、一部には、「高齢者大学」などといった名称で受講資格を60歳以上または65歳以上と定めていることもある。
- 修業年限については市民大学講座により異なるものの、1年から2年と定めていることが多い。
- 要件を満たすと修了証書を授与することもある。

ただし、修了しても必ずしも社会に活用されないこともあり、社会教育行政などにおいて、改善が模索されている。